# Depastrum cyathiforme
Depastrum
Genre
Espèce
Depastrum cyathiforme, unique représentant du genre Depastrum, est une espèce de méduses pédonculées marines de la famille des Haliclystidae.

## Description
Depastrum cyathiforme mesure moins de cinq centimètres et s'accroche avec une ventouse aux rochers et aux algues.

## Historique
Au XIXe siècle, Depastrum cyathiforme est observé, notamment au sud-ouest de la Grande-Bretagne, par les naturalistes tel Philip Henry Gosse ; mais, dans ce pays, sa dernière apparition date de 1954 à Lundy, dans le Devon.
Le genre était considéré comme éteint, n'ayant pas été observé par l'Homme depuis 1976 (à Roscoff, département du Finistère en France)), mais deux de ces méduses pédonculées ont été découvertes et photographiées pour la première fois sur l'île écossaise de South Uist en 2023 par un touriste et 2025 par le rédacteur-en-chef de British Wildlife, dans l'archipel des Hébrides extérieures.

## Systématique
Le nom valide complet (avec auteur) de ce taxon est Depastrum cyathiforme (Sars, 1846).
L'espèce a été initialement classée dans le genre Lucernaria sous le protonyme Lucernaria cyathiformis Sars, 1846,.
Depastrum cyathiforme a pour synonymes :
- Depastrella allmani Haeckel, 1880
- Depastrella carduella Haeckel, 1880
- Depastrum carduella (Haeckel, 1880)
- Depastrum polare Haeckel, 1880
- Depastrum stellifrons Gosse, 1860
- Lucernaria cyathiforme Sars, 1846
- Lucernaria cyathiformis Sars, 1846

Le genre Depastrum a été créé en 1858 par Gosse,. Il a pour synonymes :
- Calicinaria Milne-Edwards, 1860
- Carduella Allman, 1860
- Depastrella Haeckel, 1880

### Publication originale
- Genre Depastrum :
  - (la) Philip Henry Gosse, A synopsis of the families, genera, and species of the British actiniae, Londres, Taylor and Francis, mai 1858, 8 p. (DOI 10.5962/bhl.title.158614, lire en ligne), p. 7.
- Espèce Depastrum cyathiforme sous le taxon Lucernaria cyathiformis :
  - (de) M. Sars, Fauna littoralis Norvegiae, oder Beschreibung und Abbildungen neuer oder wenig bekannten Seethiere, vol. 1, Christiania, Johann Dahl, 1846, 94 p. (lire en ligne), p. 26-27.